# 札幌ボデー・トライハート
トライハート(Tri-Heart)は、札幌ボデー工業が2tトラックをベースに架装し、
株式会社赤尾（3代目中期型から）・札幌ボデー工業が販売している高規格準拠救急車である。
現在、日本国内で2tトラックをベースとしたディーゼルエンジン車の高規格準拠救急車はトライハートのみである。

## 車名の由来
Tri-Heartとは、人命救助に当たって最も重要な「愛」「信頼」「誠実」の三つの心を表している。

## 車両製造・架装・販売
- 車両製造 - 三菱ふそう（初代～2代目まで）、いすゞ自動車（3代目現行モデル～）
- 架装- 札幌ボデー工業（初代～）、株式会社 赤尾（3代目中期型モデル～ 「本州での車両設備メンテナンス・改修」）
- 販売 - 株式会社 赤尾（3代目中期型モデル～）、札幌ボデー工業（初代～）

## 初代（1992年-1999年）
前期型

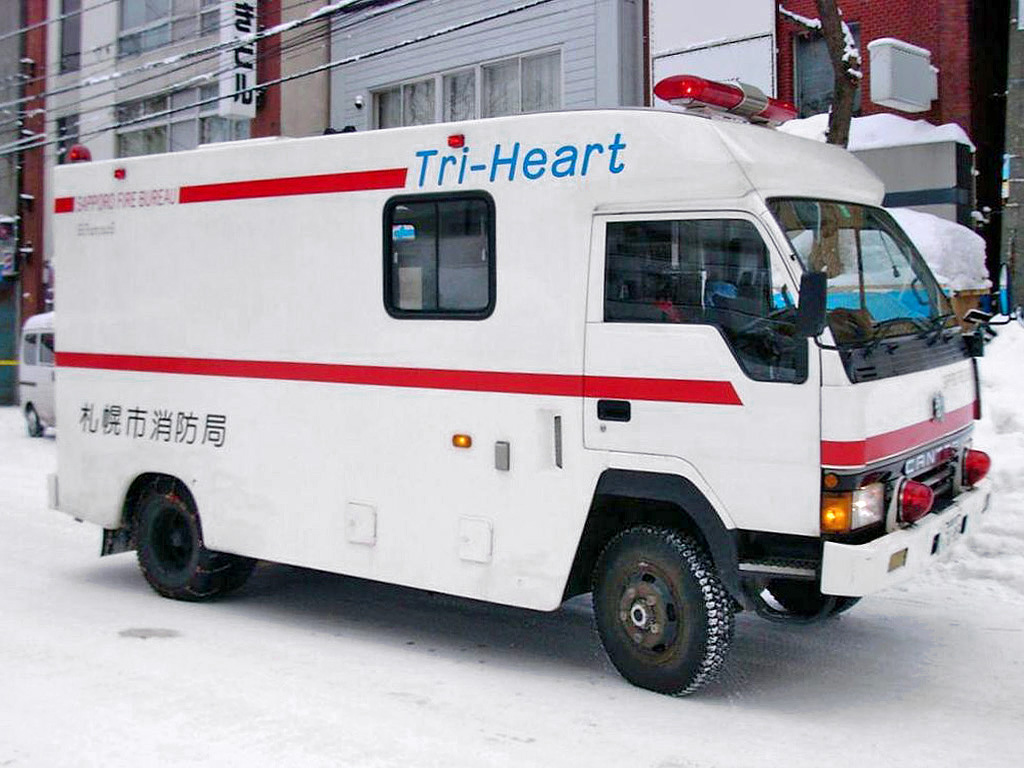
前期型（札幌市消防局)

- 1992年（平成4年）11月[1]、札幌ボデー工業と札幌市消防局が共同開発[注釈 1]し発売した

日本初の4WD式高規格救急自動車である。
生産第1号車は札幌市消防局白石消防署、第2号車は札幌市消防局南消防署、第3号車は札幌市消防局救急救命士養成所に配備された。
シャーシは三菱ふそう・キャンター（5代目 FE4）、高床ワイドキャブでMT車のみの設定。
主な装備として4WD（パートタイム式）なのはもちろん、ABS、二系統の暖房装置、自動収納装置付防振架台、バックカメラ・モニター、吹雪などの視界不良時視認性対策としてキャブ上部散光式警光灯に加え、バンパー上部散光式警光灯、側面上部ハロゲンランプ式赤色点滅灯(左右2個ずつ)、後部散光式警光灯(左右1個ずつ)を標準装備。
また、生産第4号車から降雪後の凹凸路面やチェーン装着時の振動対策として後輪にエアサスペンションを標準装備している。
中期型

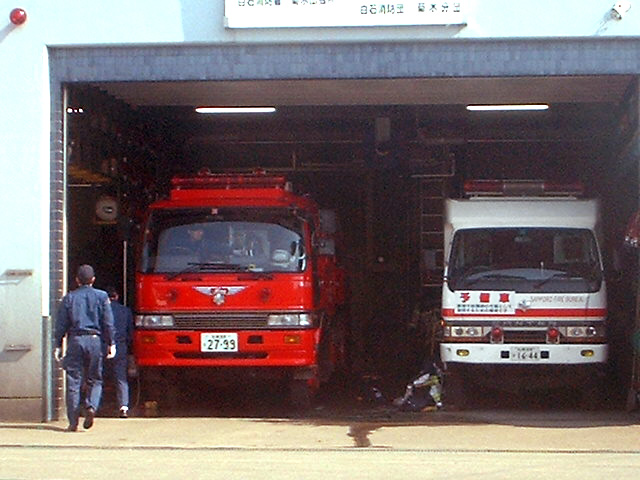
中期型（札幌市消防局)

- 1994年（平成6年）、前年にフルモデルチェンジした三菱ふそう・キャンター（6代目 FE5）のシャーシに合わせてボディ等もマイナーチェンジされた[注釈 6]。
- 1996年（平成8年）、京都市消防局に車体を延長したタイプが大型救急車として導入[注釈 7]された[2][3]。
- 1997年（平成9年）11月、人口が30万人を突破していた札幌市豊平区が分区され清田区が誕生。清田消防署開設に伴い、清田救急隊用として、フロントバンパー側面にハロゲンランプ式赤色点滅灯を増設し、ボディ側面上部のハロゲンランプ式赤色点滅灯をLED式赤色点滅灯[注釈 8]に変更した中期型最終モデル[注釈 9][注釈 10]が配備された。

後期型
- 1998年（平成10年）、フロントバンパー側面及びボディ側面上部ハロゲンランプ式赤色点滅灯をLED式赤色点滅灯（パトライト社製）に変更し、視認性を向上させた高床ベースの最終モデルを発売。なお、同年頃パトライト社が救急車用電子サイレンアンプをモデルチェンジしたため、1997年納入車からサイレンの音色が変わり、「フィーヨー」サイレンから鉄琴の音色に似ている事から俗にいう「ピーコサイレン」や「キンコンサイレン」と呼ばれるサイレン音になった。

なお恵庭市消防本部には、パトライト製エアロブーメランと後部にLED式赤色点滅灯などを追加装備した車両も存在していた。

## 2代目（2000年-2008年）
前期型

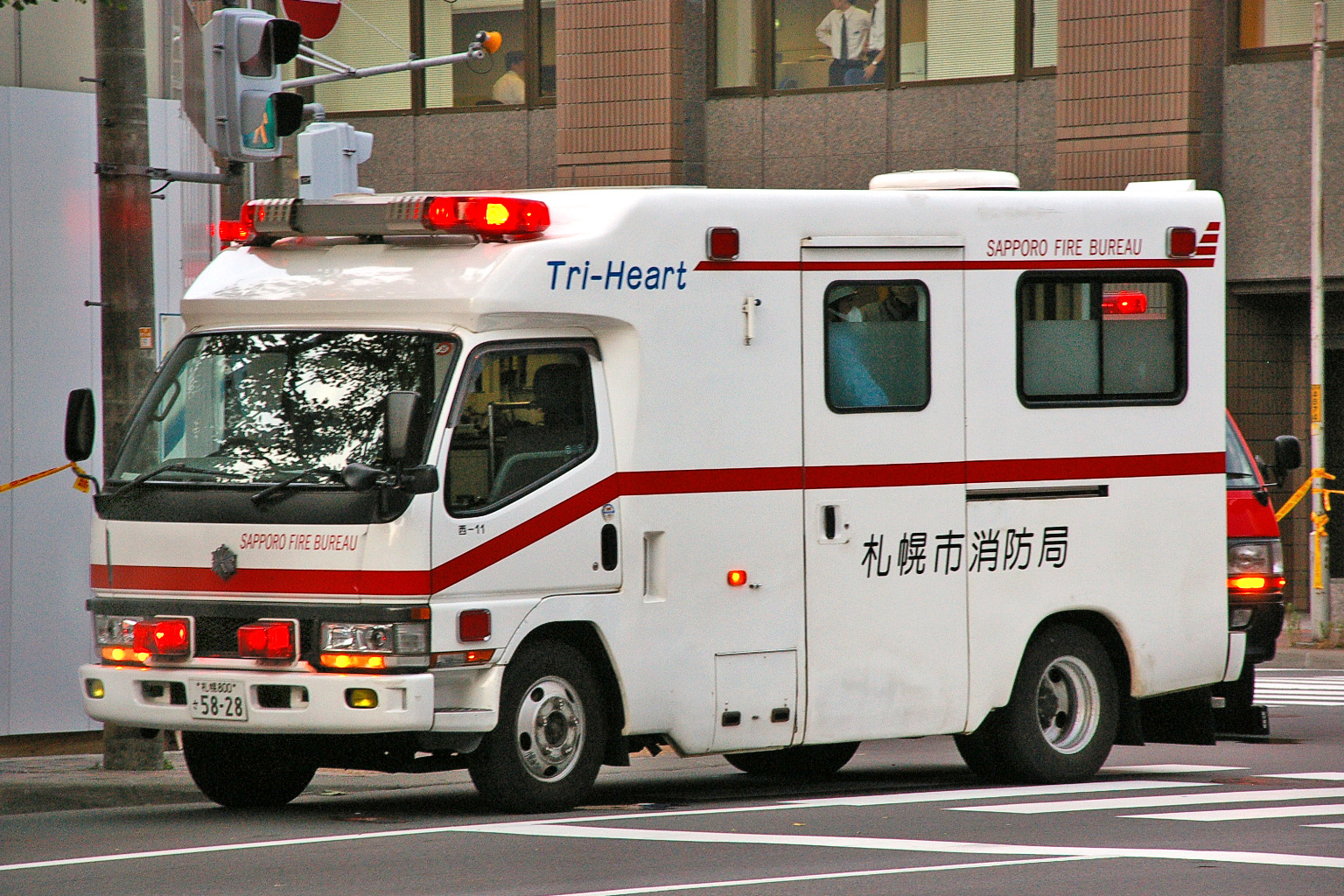
前期型（札幌市消防局）

- 2000年（平成12年）1月[1]、全面改良。前年に三菱ふそう・キャンターがマイナーチェンジ（6代目 FE6）されたため、フロント部分等のデザインが変更された。

シャーシも低床ワイドキャブに変更し、初めてAT車が設定された。
さらに、キャブ上部散光式警光灯やバンパー上部散光式警光灯、救急車用電子サイレンアンプがパトライト製から大阪サイレン製へ変更された。
後期型

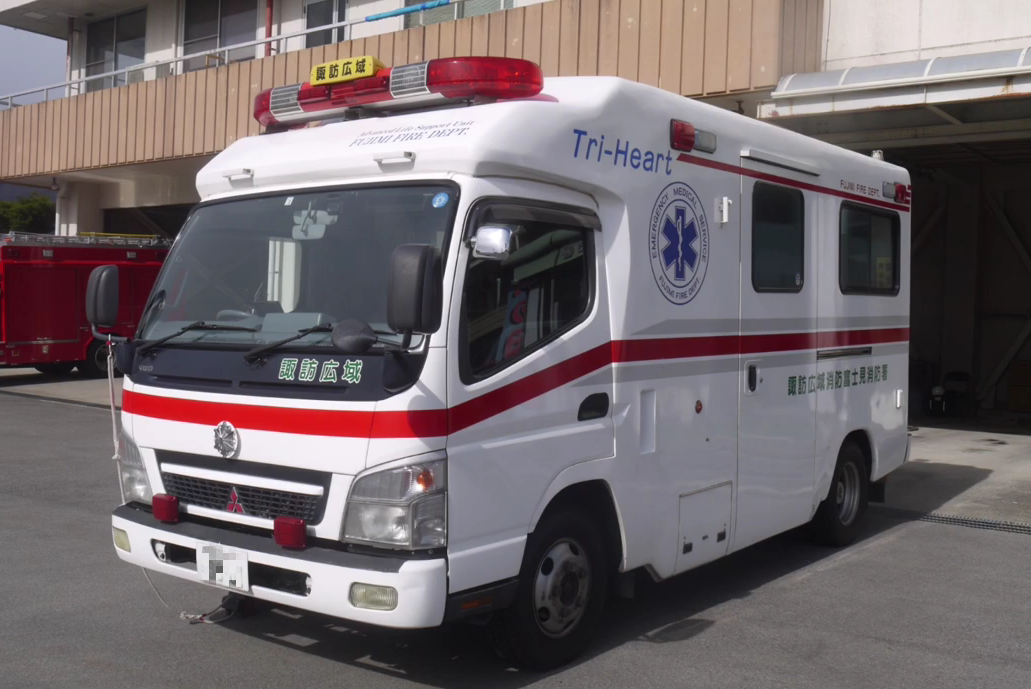
後期型（諏訪広域消防本部）
（更新済）

- 2004年（平成16年）、フルモデルチェンジした三菱ふそう・キャンター（7代目 FE7）に合わせ、ボディ等がマイナーチェンジされた。

特別仕様として四街道市消防本部に通常の倍赤色点滅灯を装備した「スーパートライハート」という車両があった。なおスーパートライハートは1台のみ製造された。
初代からこの2代目（三菱ふそう・キャンター）までのモデルは通称で札消式高規格救急自動車と呼ばれている。

## 3代目（2代目リニューアルモデル）（2009年-）
前期型

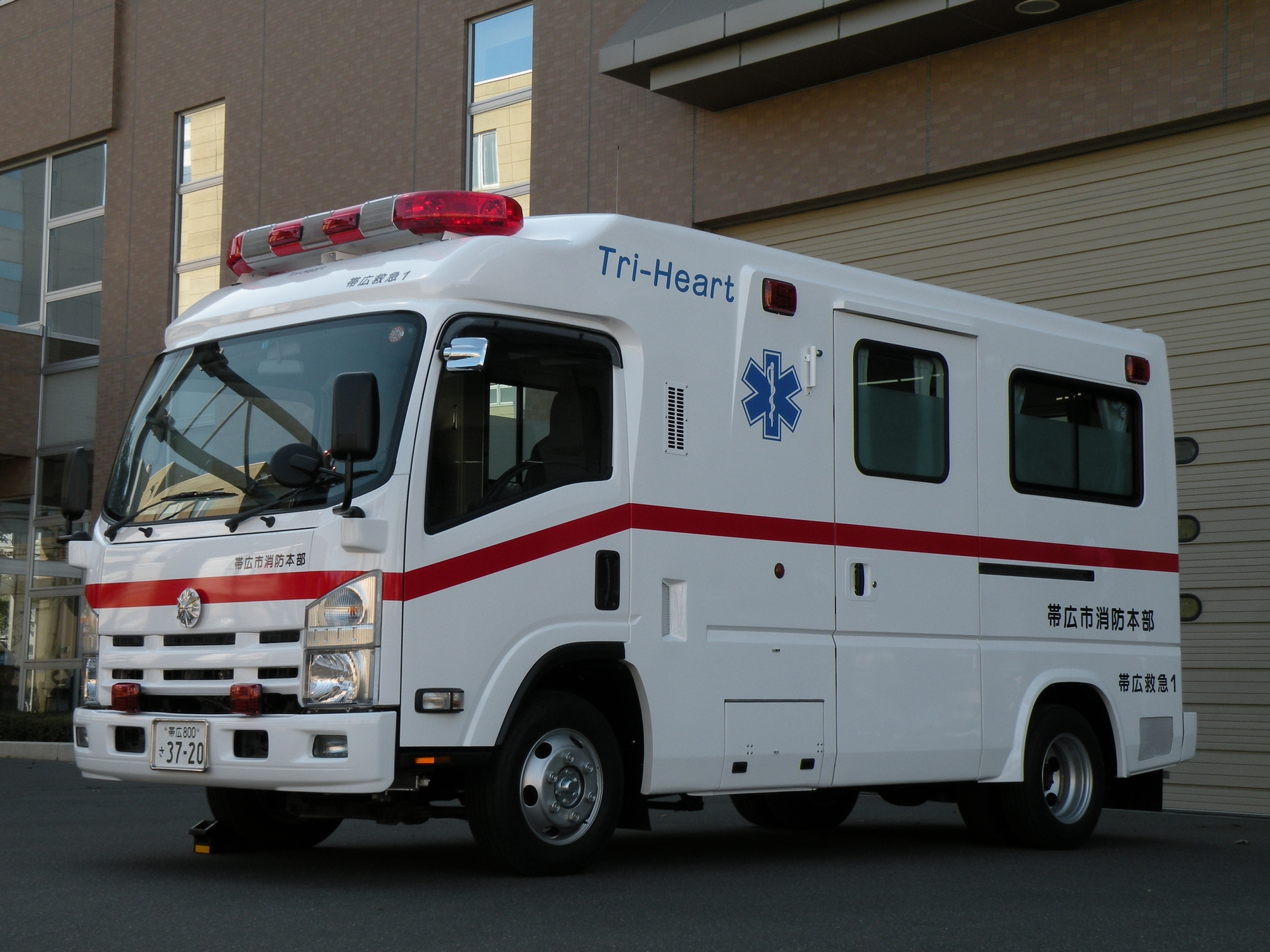
前期型（3代目生産第1号車）
（とかち広域消防局）
（更新済）

- 2009年（平成21年） 9月[1]、翌年に8代目へのフルモデルチェンジを控え、三菱ふそうが7代目のキャンターエアサス特装モデルを生産終了したため、シャーシを6代目いすゞ・エルフ、エアサス特装モデル[注釈 16]へ変更したリニューアルモデル[注釈 17]を発売。

いすゞ・エルフにあわせ架装ボディデザインを変更。特徴的だった後部観音開き式ドアが標準で一般的な跳ね上げ式ドアになった。
標準仕様はトラックベースの広さを生かし、従来型と同じ患者室スペースのまま乗車定員が国内高規格救急車最大の10名となった。
防振架台も標準の自動収納装置付に加え、オプションで磁気浮上式防振架台（自動収納装置付）の選択も可能になった。
ドクターカー仕様では搬送用保育器やPCPS（経皮的心肺補助装置）、IABP（大動脈バルーンパンピング）などの大型医療機器搭載が可能になり、
大型医療機器を車内に積載するためのテールゲートリフターも装備可能となった。
リニューアルモデル第1号車は北海道帯広市消防本部（現：とかち広域消防局）に、第2号車は大阪府立中河内救命救急センターに納入された。
なお、3代目（2代目リニューアルモデル）から札幌ボデー工業の単独開発となっている。
中期型

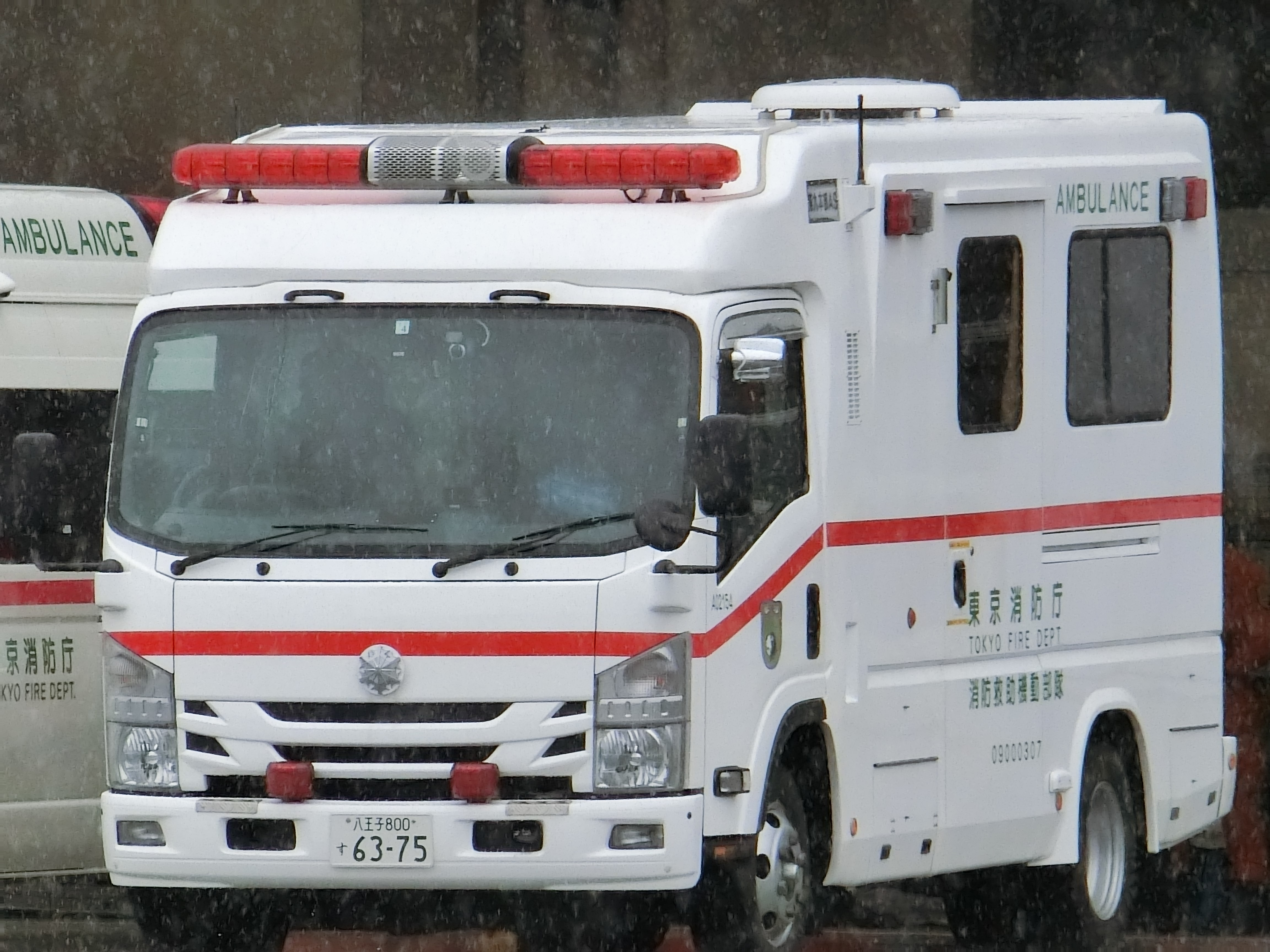
中期型
（平成28年度排出ガス規制対応モデル）
（東京消防庁）

- 2014年（平成26年）11月、ベースのいすゞ・エルフがマイナーチェンジ[7]。

フロントラジエーターグリルおよびシート、ステアリングホイールのデザインが変更された。
エンジンも改良され、ベースの車両総重量5トン超用4WDシャーシ車は平成27年度燃費基準+5%を達成。
低排出ガス認定制度と合わせて新車購入時の自動車重量税が75%減税、自動車取得税80%減税となった。
重体重対応防振架台やECMO（体外式膜型人工肺）の搭載が可能になった。
なお、消防・防災用品専門商社の株式会社 赤尾が中期型よりTri-Heartの受注・契約・販売を行っている。
- 2016年（平成28年）、感染症等の患者搬送をより安全に行うことが出来る「陰圧型救急車」を開発。第7回「ものづくり日本大賞」優秀賞を受賞した[8]。なお開発した車両は、新型コロナウイルス感染症の影響で陰圧型高規格救急車やECMO対応高規格救急車として全国各地で感染者の搬送に活躍した。
- 2019年（平成31年）3月、ベースのいすゞ・エルフが一部改良[9]。（中期型・平成28年度排出ガス規制対応モデル）

燃料噴射量フィードバック制御 i-ART、排気位相可変バルブ、モデルベース EGR制御等の最新技術とともに、
主要コンポーネントを一新した小排気量高過給エンジン4JZ1型エンジンと後処理装置のDPD+尿素SCR（AdBlue）を採用し、平成28年排出ガス規制に適合した。
また、耐久性とメンテナンス性を上げることでランニングコストの軽減も実現し、エンジンオイル・フィルターの交換時期が最大4万kmまたは1年間となった。
エンジンの改良に合わせてAdBlue補充口の追加などボディが小変更された。
- 2021年（令和3年）5月25日、1992年より生産を開始した高規格救急車トライハートの累計生産台数が100台を達成[10]した。

累計生産台数100台目は福岡県の福岡大学病院に納車されたECMOカーとなった。
後期型
- 2021年（令和3年）3月、ベースのいすゞ・エルフがマイナーチェンジ[12]（ベースのいすゞエルフ4WDシャシのマイナーチェンジは2022年に実施）。

国内小型トラック初となる交差点警報を採用し、ヘッドランプもLED化して夜間走行時の視認性を向上させた他、2021年11月の各種安全装置装着義務化に伴い、プリクラッシュブレーキが標準装備された。
その他、交差点警報の搭載とヘッドランプのLED化に併せて、ライト周りのデザインとフロントグリル色がシルバー基調に変更され、高度OBD(On-Board Diagnostics)等が搭載された。
なお、ベースのいすゞ・エルフは2023年に7代目へフルモデルチェンジしたが、4WDシャシは6代目最終モデルのまま継続生産されているため、2025年現在トライハートも6代目最終モデルに架装され販売されている。

## 運用している病院
商用ワンボックスカーベースの車両より広い患者室スペースなどを求める三次救急医療機関等がトライハートを導入している。

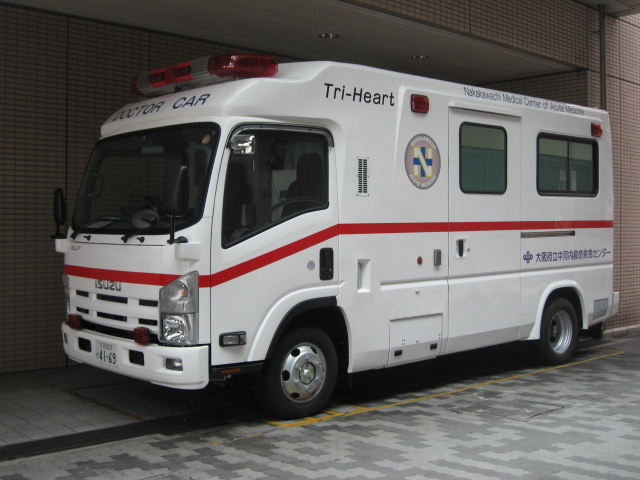
ドクターカー仕様（大阪府立中河内救命救急センター）
（更新前の車両）

- 病院(導入・更新順)

2008年～（2代目後期型）
兵庫県の姫路赤十字病院
2012年～（3代目前期型）
福島県の会津中央病院
2013年～（3代目前期型）
福島県の太田西ノ内病院
新潟県の新潟市民病院
宮城県の気仙沼市立病院
2016年～（3代目中期型）
千葉県の総合病院国保旭中央病院
2018年～（3代目中期型）
群馬県の前橋赤十字病院
東京都の国立成育医療研究センター
2019年～（3代目中期型）
東京都の東京都立小児総合医療センター
2020年～（3代目中期型・平成28年度排出ガス規制対応モデル）
大阪府の大阪府立中河内救命救急センター
大阪府の国立循環器病研究センター
大阪府の大阪市立総合医療センター
栃木県の栃木県済生会宇都宮病院
2021年～（3代目中期型・平成28年度排出ガス規制対応モデル）
東京都の日本医科大学付属病院
東京都の東京都立多摩総合医療センター
埼玉県の自治医科大学附属さいたま医療センター
愛知県の藤田医科大学病院
岡山県の岡山大学病院
福岡県の福岡大学病院
福島県の福島県立医科大学付属病院 
2022年～（3代目中期型・平成28年度排出ガス規制対応モデル）
北海道の札幌医科大学附属病院
2024年～（3代目後期型）
静岡県の静岡県立こども病院
青森県の青森県立中央病院
で、導入されている。

## 運用している自治体(地方公共団体)
商用ワンボックスカーベースの車両より広い患者室スペースなどを求める自治体がトライハートを導入している。
2025年現在、運用中の自治体は東京消防庁のみとなっている。
- 自治体(導入・運用順)

東京消防庁
2016年～（3代目中期型 2台）
2021年～（3代目中期型・平成28年度排出ガス規制対応モデル 2台）
で、導入・運用されている。

### 東京消防庁のトライハート

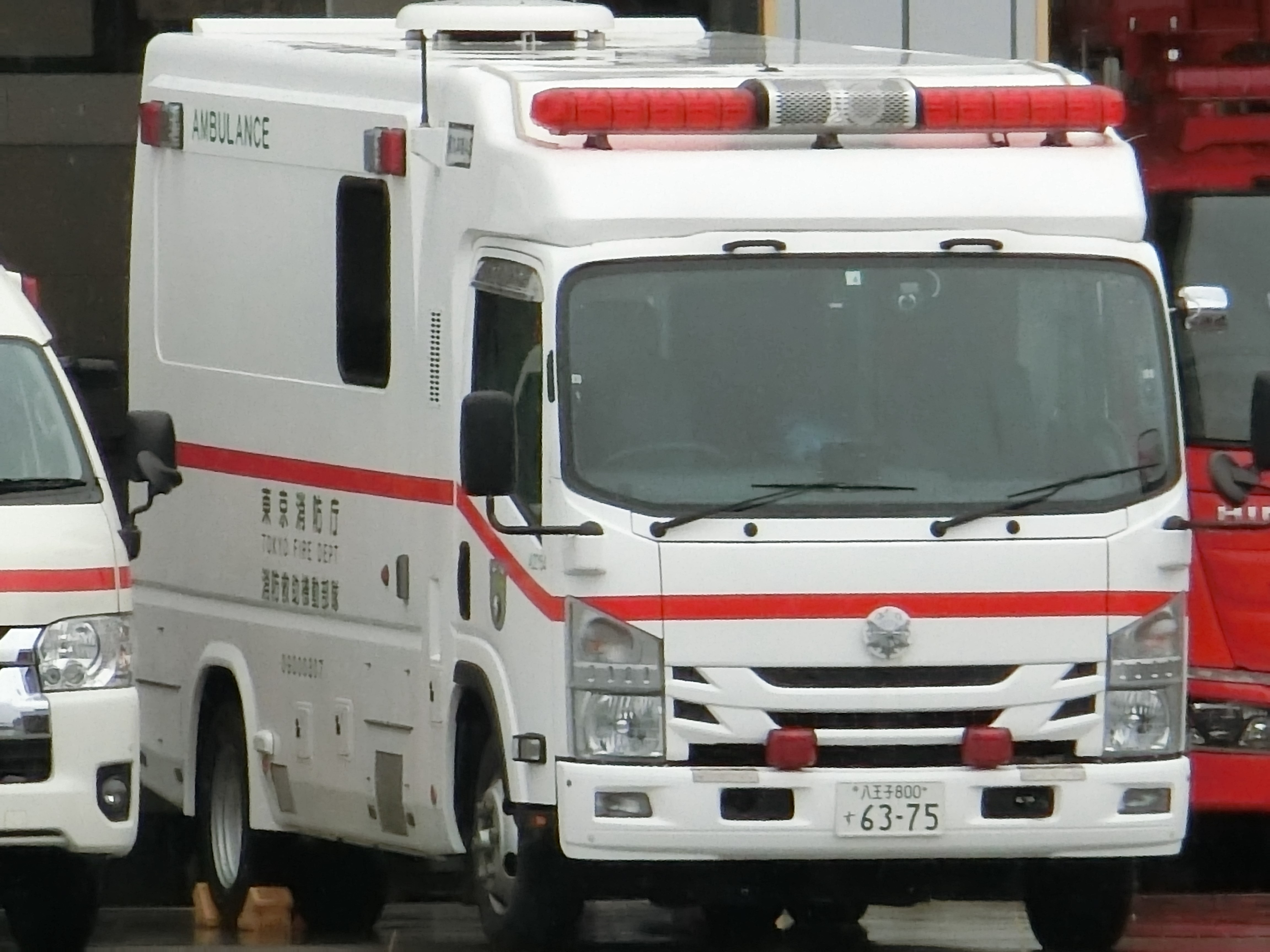
特殊救急車III型
（東京消防庁）
（消防救助機動部隊）

2016年（平成28年）に2台導入された日本初の一類・二類感染症患者、重体重傷病者対応高規格救急車で、特殊救急車III型と呼ばれている。
1台は2016年（平成28年）6月に新設発隊した「救急機動部隊」に配備された。
もう1台は多摩地域に配備されていたが、2020年に日本における新型コロナウイルス感染症の流行により救急機動部隊に配置転換された。
2021年に2台追加され、計4台が東京消防庁に配備されている。
通常時は一般的な高規格救急車（重体重対応型）として運用されており、感染症患者発生時等に陰圧型特殊救急車として運用されている。そのため、常に感染症患者を搬送しているわけではない。また、多数傷病者、CBRNE災害などの事案が発生した場合は救急機動部隊車両として優先して事案に対応する。
特殊救急車III型は通常のワンボックスカーベースの高規格救急車にはない次のような機能・装備・特徴をもつ。
- 体格の大きい外国人観光客等に対応するため、約230kgまで搬送できる重体重対応ストレッチャーとその総重量に対応する防振架台を装備している。
- 後輪に車高調整機能付エアサスペンションを装備している。
- 車内患者室を陰圧状態[注釈 49]にすることができる。この機能により、病原体が車外に漏れ出ることなく病院まで安全に搬送することが可能で、患者の容態変化時でも追加の処置を行うことが出来る。
- 運転席と患者室の間に隔壁及び気密性ドアが設置されており、患者室と運転席を完全に遮断する事ができるため、機関員は病原体を含む空気に曝されることなく安全に運転する事ができる。
- 一類感染症のエボラウイルス病や二類感染症のSARS、MERS、新型コロナウイルス（COVID-19）などの病原体を不活化（オゾンによる殺菌で、感染性を失わせること）するオゾンガス[41]発生装置を備えている。
- 上記の装置（重体重対応ストレッチャー・重体重対応防振架台・陰圧装置等）を搭載しつつ、乗車定員8名を実現している。
- 使用する燃料が軽油の為、大規模災害発生時にガソリンよりも比較的容易に確保ができ、民間のガソリンスタンドで軽油の確保が出来ない場合でも燃料補給車で給油を受けることができる。

### 札幌市消防局のトライハートと四街道市消防本部のトライハート
- 初代高床ベースの最終モデルは2006年（平成18年）、2代目前期型は2008年（平成20年）で第一線を退き予備車になり、2011年（平成23年）で、札幌市消防局のトライハートは全車廃車となった。

現在実働中の高規格救急車はトヨタ・ハイメディックと日産・パラメディックになっている。
- 四街道市消防本部のスーパートライハート[注釈 50][注釈 51]も更新され廃車となっている。

## トライハートが現場に応援出場した大きな事件・災害
- 全日空857便ハイジャック事件[注釈 52]
- 西鉄バスジャック事件[注釈 53]
- 有珠山噴火[注釈 54]
- 東日本大震災[注釈 55]
- 北海道胆振東部地震[42][注釈 56]
- 中国武漢における新型コロナウイルス感染症の流行[43][注釈 57]
- 熱海市伊豆山土石流災害[44][注釈 58]